# Mikołaj Olszewski
Mikołaj Olszewski (ur. 6 grudnia 1910 w Białymstoku, zm. 1 maja 1988) – technik włókiennik, polityk, kierownik ministerstwa przemysłu drobnego i rzemiosła (1954–1956).

## Życiorys
Syn Józefa i Stefanii. W latach 1928–1939 był robotnikiem w fabryce sukna „Walter” w Białymstoku. W latach 1939–1941 był majstrem w Kombinacie nr 6 w Białymstoku. W latach 1944–1945 był dyrektorem naczelnym Zjednoczenia włókienniczego w Białymstoku. W latach 1945–1946 był dyrektorem naczelnym Centrali Aprowizacyjnej Przemysłu Włókienniczego w Łodzi. W latach 1946–1948 był dyrektorem naczelnym Zakładów Bawełnianych w Bielawie. W latach 1948–1949 był dyrektorem naczelnym Centralnego Zarządu Przemysłu Włókienniczego w Łodzi. W latach 1949–1050 był dyrektorem naczelnym Państwowych Zakładów Bawełnianych w Łodzi. 
W latach 1952–1953 był dyrektorem Departamentu Produkcji Spółdzielczej ministerstwa przemysłu drobnego i rzemiosła, a od 20 września 1954 do 13 lipca 1956 był kierownikiem tegoż resortu w rządzie Józefa Cyrankiewicza.
W latach 1944–1948 należał do PPR, a od 1948 roku do PZPR i był jej delegatem na II zjazd.